# Epoligosita digitata
Epoligosita digitata är en stekelart som beskrevs av Lin 1990. Epoligosita digitata ingår i släktet Epoligosita och familjen hårstrimsteklar. Inga underarter finns listade i Catalogue of Life.